# بادکنک ماهی تادو
بادکنک ماهی تادو (انگلیسی: Common toadfish) گونه ای است متعلق به سرده بادکنک‌ماهیان هند-آرام. 